# 安顺市
安顺市是中华人民共和国贵州省下辖的地级市，位于贵州省中西部。贵州省第三大城市。市境北邻毕节市，东北接贵阳市，东南界黔南州，西南与黔西南州毗邻，西北与六盘水市相接。地处云贵高原东部，苗岭横亘中部，为长江水系与珠江水系分水岭，市境为典型的喀斯特地貌地区。北盘江流经西缘，乌江流经北部，主要河流还有格凸河、打帮河等。全市总面积9,267平方公里，人口231.35万，市人民政府驻西秀区。安顺是中国优秀旅游城市，著名的黄果树瀑布位于本市镇宁、关岭两县交界处。

## 历史

### 沿革
安顺是贵州历史上开发最早的区域之一，古代黔中文化的发祥地，有被誉为“亚洲文明之灯”的普定穿洞遗址。秦代即开始修建通马车的“五尺道”，元代开始建镇。明、清期间“商业之盛，甲于全省”。战略地位重要，被称为“黔之腹，滇之喉，蜀粤之唇齿”。舊稱普定，這一名稱最早出現于元朝。當時已經有了“貴州”這一地域名稱，但不是一個獨立的省。普定（现安顺）屬於雲南行省，是當地土司管理的一個府。下設四個州，其中一個州叫“安順”。
秦代属夜郎国地。西汉元鼎六年（前111年），汉武帝封夜郎侯为夜郎王，在夜郎国地置牂柯郡，并置谈指县、且兰县。汉成帝时，夜郎王反叛朝廷，汉朝遂灭夜郎国。三国时属蜀汉之益州牂柯郡，有夜郎、且兰两县，至晋代时漸增设广谈、谈指、谈乐等县。隋曾改牂柯郡为牂州。
唐初属牂柯国，罗甸国和普宁郡王等属地。贞观四年（630年）于今市西部设琰州羁縻州。开成元年（836年）东爨乌蛮归附，其封地置罗氏鬼国。会昌二年（842年）又置罗甸国；后普里部亦内附，封为普宁郡王。宋代市境属普宁郡王及罗甸国地，又于今境南部设和武州。元宪宗七年（1257年）设普定万户府，隶云南等处行中书省曲靖宣慰司。元至元十五年（1278年）改置普定府（治今安顺市区）。大德七年（1303年）改普定府置普定路。至正十一年（1351年）置安顺州、习安州、普定县。
明洪武五年（1372年）置普定土府。洪武十五年（1382年）改置普定军民府，属四川等处承宣布政使司。洪武十六年（1383年），废普定军民府，改安顺州为安顺直隶州，隶于云南等处承宣布政使司。洪武十八年（1385年）废普定县，将习安州并入安顺州。永乐十一年（1413年）置贵州承宣布政使司，正统三年（1438年），安顺州直隶之。万历三十年（1602年）升安顺州置安顺军民府。清顺治十七年（1660年）设总揽云贵军政大权的云贵总督，总督驻地一在云南曲靖，一在贵州安顺。康熙元年（1663年）罢云贵总督，划云南、贵州二省归平西王吴三桂管辖，改设贵州总督衙门于安顺。康熙五年撤贵州总督，设云贵总督，移驻贵阳。康熙六年（1667年）贵州提督自贵阳移驻安顺。康熙十一年（1672年）复置普定县，为安顺军民府治。康熙二十六年（1687年）改安顺军民府为安顺府。
民国元年（1912年）废普定县入安顺府，次年废安顺府改安顺县，并复置普定县，移治定南（今普定县城）。1914年设贵西道，治安顺县，1917年迁驻毕节县。1923年废道制。民国二十四年（1935年）置贵州省第二行政督察区，专员公署驻安顺县，1937年改第三行政督察区。1938年专员公署迁至兴仁县。
中华人民共和国建立后，设立安顺专区，专署驻安顺县，辖安顺、平坝、紫云、镇宁、郎岱、普定6县。1956年将紫云、镇宁两县划归黔南布依族苗族自治州，郎岱县划归兴义专区；贵定专区所辖8县和都匀专区所辖7县划入安顺专区。1958年撤销安顺县，设立安顺市；将清镇、修文、开阳3县划归贵阳市；瓮安、贵定2县划归黔南州；息烽县划归遵义专区；黔南州的安龙、镇宁2县划入安顺专区；撤销关岭县，并入镇宁县；撤销晴隆县，并入普安县；撤销福泉县，并入瓮安县；撤销龙里县，并入贵定县。
1960年，撤销郎岱县，改设六枝市。1961年恢复关岭、晴隆、贞丰、册亨4县。1962年撤销安顺市，恢复安顺县；撤销六枝市，改设六枝县。1963年，将贞丰、册亨、安龙3县划归黔南州；贵阳市的修文、清镇2县划入安顺专区。同年9月，撤销镇宁县，改设镇宁布依族苗族自治县。1965年将兴义、兴仁、盘县、普安、晴隆5县划归兴义专区；遵义专区的息烽、开阳2县和黔南州的紫云县划入安顺专区；同年11月设立六枝特区。1966年以安顺县城关复设安顺市；六枝县复名郎岱县；撤销紫云县，改设紫云苗族布依族自治县。1970年安顺专区改称安顺地区；将郎岱县并入六枝特区，划归六盘水地区。1990年撤销安顺县，并入安顺市。1996年1月，将修文、息烽、开阳3县及清镇市划归贵阳市。2000年6月，撤销安顺地区，改设地级安顺市；原县级安顺市改置西秀区。2014年12月，撤销平坝县，设立平坝区。

### 公交坠湖事故
在2020年贵州公交坠湖事故，一辆安顺公交车在行驶时90度急转彎冲出路边护栏，坠入虹山湖水庫。至2020年7月7日晚，21人死亡，16人受伤，由於事發時正值2020年中國高考，車上載有當天高考回家的考生，引起輿論關注。

## 地理

### 位置
安顺市位于贵州省中部， 地理坐标范围在北纬25°21′－ 26°38′、东经105°13′－106°34′之间。东邻省会贵阳市和黔南布依族苗族自治州，西靠六盘水市，南连黔西南布依族苗族自治州，北接毕节市。安顺平均海拔高度在1102米～1694米之间。

### 地貌
安顺属喀斯特地形地貌特征，是世界上典型的喀斯特地貌集中地区。

### 水系
处于长江水系乌江流域和珠江水系北盘江流域的分水岭地带。境内有虹山湖、娄湖等湖泊。

### 气候
安顺市属典型的高原型亚热带季风气候，市区海拔1400米左右，由于海拔较高，夏季无酷暑，7月平均气温21.9℃，是中国避暑胜地。
| 安顺市气象数据（1981年至2010年）             | 安顺市气象数据（1981年至2010年） | 安顺市气象数据（1981年至2010年） | 安顺市气象数据（1981年至2010年） | 安顺市气象数据（1981年至2010年） | 安顺市气象数据（1981年至2010年） | 安顺市气象数据（1981年至2010年） | 安顺市气象数据（1981年至2010年） | 安顺市气象数据（1981年至2010年） | 安顺市气象数据（1981年至2010年） | 安顺市气象数据（1981年至2010年） | 安顺市气象数据（1981年至2010年） | 安顺市气象数据（1981年至2010年） | 安顺市气象数据（1981年至2010年） |
| 月份                                         | 1月                              | 2月                              | 3月                              | 4月                              | 5月                              | 6月                              | 7月                              | 8月                              | 9月                              | 10月                             | 11月                             | 12月                             | 全年                             |
| -------------------------------------------- | -------------------------------- | -------------------------------- | -------------------------------- | -------------------------------- | -------------------------------- | -------------------------------- | -------------------------------- | -------------------------------- | -------------------------------- | -------------------------------- | -------------------------------- | -------------------------------- | -------------------------------- |
| 历史最高温 °C（°F）                          | 21.9 (71.4)                      | 26.1 (79.0)                      | 31.8 (89.2)                      | 32.2 (90.0)                      | 33.4 (92.1)                      | 31.0 (87.8)                      | 32.4 (90.3)                      | 32.5 (90.5)                      | 31.7 (89.1)                      | 27.7 (81.9)                      | 24.0 (75.2)                      | 22.3 (72.1)                      | 33.4 (92.1)                      |
| 平均高温 °C（°F）                            | 7.8 (46.0)                       | 9.4 (48.9)                       | 14.8 (58.6)                      | 19.7 (67.5)                      | 22.8 (73.0)                      | 24.5 (76.1)                      | 26.0 (78.8)                      | 26.4 (79.5)                      | 23.4 (74.1)                      | 18.6 (65.5)                      | 14.7 (58.5)                      | 10.3 (50.5)                      | 18.2 (64.8)                      |
| 日均气温 °C（°F）                            | 4.5 (40.1)                       | 5.8 (42.4)                       | 10.2 (50.4)                      | 15.0 (59.0)                      | 18.4 (65.1)                      | 20.7 (69.3)                      | 22.0 (71.6)                      | 22.0 (71.6)                      | 19.2 (66.6)                      | 15.1 (59.2)                      | 11.1 (52.0)                      | 6.6 (43.9)                       | 14.2 (57.6)                      |
| 平均低温 °C（°F）                            | 2.4 (36.3)                       | 3.4 (38.1)                       | 7.1 (44.8)                       | 11.8 (53.2)                      | 15.1 (59.2)                      | 18.0 (64.4)                      | 19.4 (66.9)                      | 18.9 (66.0)                      | 16.2 (61.2)                      | 12.7 (54.9)                      | 8.5 (47.3)                       | 4.0 (39.2)                       | 11.5 (52.6)                      |
| 历史最低温 °C（°F）                          | −5.2 (22.6)                      | −4.8 (23.4)                      | −5.9 (21.4)                      | 1.3 (34.3)                       | 6.7 (44.1)                       | 11.1 (52.0)                      | 10.7 (51.3)                      | 13.6 (56.5)                      | 8.5 (47.3)                       | 3.7 (38.7)                       | −2.4 (27.7)                      | −5.7 (21.7)                      | −5.9 (21.4)                      |
| 平均降水量 mm（）                            | 21.1 (0.83)                      | 25.8 (1.02)                      | 31.2 (1.23)                      | 70.1 (2.76)                      | 186.2 (7.33)                     | 280.4 (11.04)                    | 242.2 (9.54)                     | 179.5 (7.07)                     | 107.8 (4.24)                     | 91.1 (3.59)                      | 40.0 (1.57)                      | 17.6 (0.69)                      | 1,293 (50.91)                    |
| 平均相對濕度（％）                           | 84                               | 84                               | 79                               | 77                               | 77                               | 80                               | 81                               | 78                               | 78                               | 81                               | 81                               | 80                               | 80                               |
| 来源1：中国气象数据网                        |                                  |                                  |                                  |                                  |                                  |                                  |                                  |                                  |                                  |                                  |                                  |                                  |                                  |
| 来源2：中国天气网（1971–2000年间的降水天数） |                                  |                                  |                                  |                                  |                                  |                                  |                                  |                                  |                                  |                                  |                                  |                                  |                                  |

### 矿产
安顺境内矿产资源比较丰富，有煤炭、铅锌矿、铝土矿、锑矿、金矿、重晶石、萤石、石膏、硅石、方解石、炼镁白云石、饰面用灰岩、水泥用灰岩等矿产资源分布。其中煤炭资源是安顺的重要优势矿产，是“西电东送”工程主要依托的能源矿产。

## 政治

### 现任领导
| 机构     | · 中国共产党 · 安顺市委员会 | 安顺市人民代表大会 常务委员会 | 安顺市人民政府    | · 中国人民政治协商会议 · 安顺市委员会 |
| 职务     | 书记                        | 主任                          | 市长              | 主席                                  |
| -------- | --------------------------- | ----------------------------- | ----------------- | ------------------------------------- |
| 姓名     | 杨昌鹏                      | 胡吉宏                        | 尹恒斌            | 刘彤（女）                            |
| 民族     | 土家族                      | 汉族                          | 汉族              | 汉族                                  |
| 籍贯     | 贵州省凤冈县                | 云南省宣威市                  | 江苏省射阳县      | 四川省自贡市                          |
| 出生日期 | 1968年10月（56歲）          | 1969年1月（56歲）             | 1970年9月（54歲） | 1968年10月（56歲）                    |
| 就任日期 | 2021年12月                  | 2022年11月                    | 2022年3月         | 2022年1月                             |

### 历任领导
| 市委书记 - 段敦厚（2000年11月－2002年7月） - 陈海峰（2002年7月－2008年4月） - 陈坚（2008年5月－2013年3月） - 周建琨（2013年3月－2016年11月） - 曾永涛（2016年11月－2019年7月） - 陈训华（2019年7月－2021年2月） - 陈少荣（2021年2月－2021年12月） - 杨昌鹏（2021年12月－） | 市长 - 陈海峰（2000年11月－2002年7月） - 慕德贵（2002年10月－2006年11月） - 申晓庆（2006年11月－2008年5月） - 罗宁（2008年5月－2011年9月） - 周建琨（2011年9月－2013年3月） - 王术君（2013年3月－2013年7月） - 曾永涛（2013年8月－2016年11月） - 陈训华（2016年11月－2019年10月） - 宋晓路（2019年10月－2022年3月） - 尹恒斌（2022年3月－） |

### 行政区划
安顺市现辖2个市辖区、1个县、3个自治县。
- 市辖区：西秀区、平坝区
- 县：普定县
- 自治县：镇宁布依族苗族自治县、关岭布依族苗族自治县、紫云苗族布依族自治县

此外，安顺市设立了以下管理区：国家级安顺高新技术产业开发区、安顺经济技术开发区、国家级黄果树风景名胜区。2014年1月设立国家级贵州贵安新区，并将平坝区马场镇、高峰镇纳入直管区范围。

## 人口
根据2020年第七次全国人口普查，全市常住人口为2,470,630人。同第六次全国人口普查的2,297,612人相比，十年共增加了173,018人，增长7.53%，年平均增长率为0.73%。其中，男性人口为1,262,780人，占总人口的51.11%；女性人口为1,207,850人，占总人口的48.89%。总人口性别比（以女性为100）为104.55。0－14岁的人口为620,736人，占总人口的25.12%；15－59岁的人口为1,456,943人，占总人口的58.97%；60岁及以上的人口为392,951人，占总人口的15.9%，其中65岁及以上的人口为286,962人，占总人口的11.61%。居住在城镇的人口为1,146,615人，占总人口的46.41%；居住在乡村的人口为1,324,015人，占总人口的53.59%。

### 民族
早在明朝洪武年间屯军的汉族后裔乃今日之屯堡人。全市常住人口中，汉族人口为1,577,542人，占63.85%；各少数民族人口为893,088人，占36.15%。与2010年第六次全国人口普查相比，汉族人口增加98,746人，增长6.68%，占总人口比例下降0.51个百分点；各少数民族人口增加74,272人，增长9.07%，占总人口比例增加0.51个百分点。其中，布依族人口增加19,196人，增长5.54%，占总人口比例下降0.28个百分点；苗族人口增加30,772人，增长10.04%，占总人口比例增加0.31个百分点。
| 民族名称                | 汉族      | 布依族  | 苗族    | 黎族   | 仡佬族 | 未定族称人口 | 回族   | 彝族   | 白族   | 土家族 | 其他民族 |
| ----------------------- | --------- | ------- | ------- | ------ | ------ | ------------ | ------ | ------ | ------ | ------ | -------- |
| 人口数                  | 1,577,542 | 365,935 | 337,323 | 77,145 | 25,381 | 23,012       | 14,660 | 13,574 | 10,930 | 8,299  | 16,829   |
| 占总人口比例（%）       | 63.85     | 14.81   | 13.65   | 3.12   | 1.03   | 0.93         | 0.59   | 0.55   | 0.44   | 0.34   | 0.68     |
| 占少数民族人口比例（%） | －        | 40.97   | 37.77   | 8.64   | 2.84   | 2.58         | 1.64   | 1.52   | 1.22   | 0.93   | 1.88     |

## 交通
- 铁路：沪昆铁路、沪昆客运专线

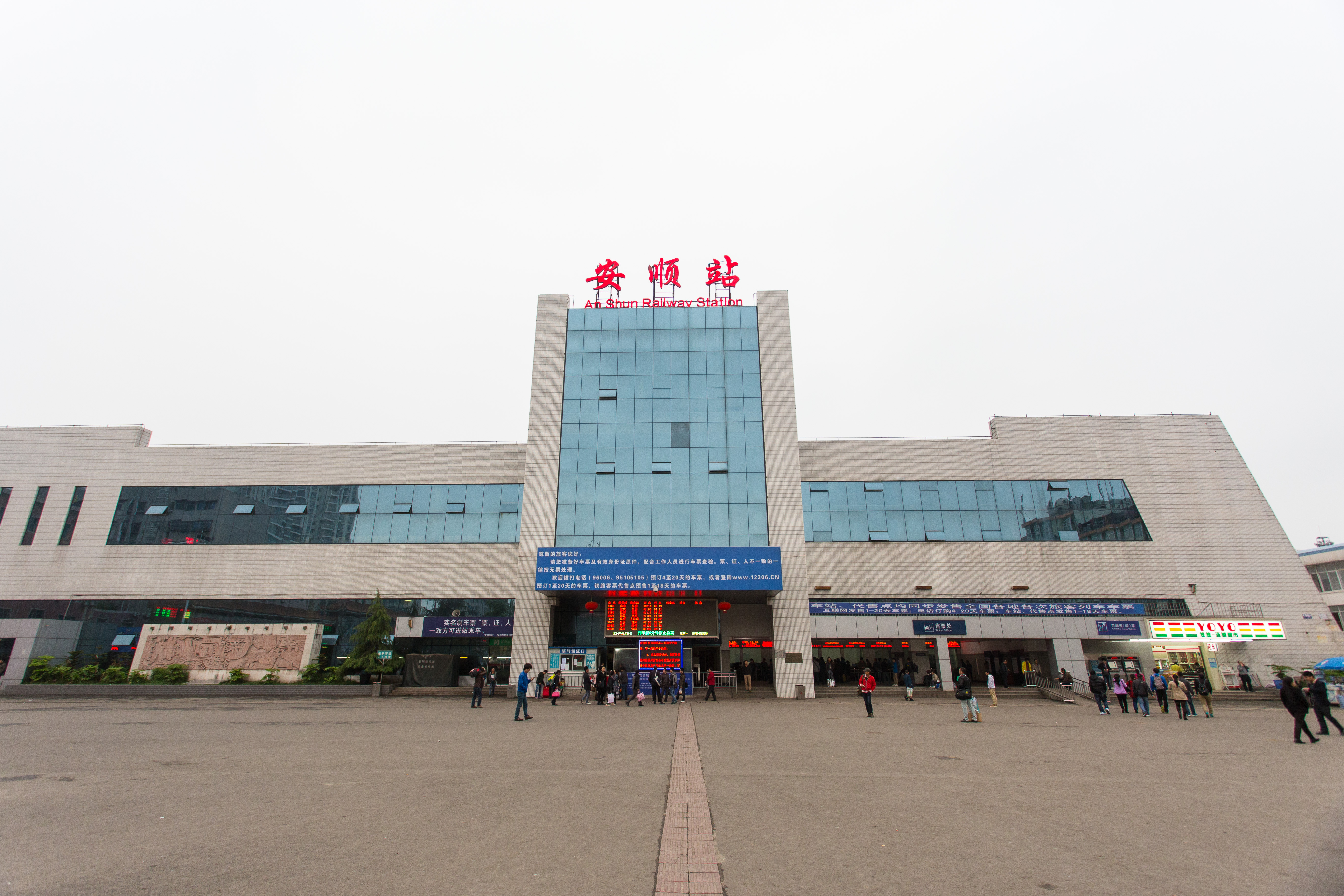
沪昆铁路安顺站

- 高速公路：贵黄高速公路、 清黄高速公路
- 公路： 320国道、 321国道、 356国道、 657国道
- 民航：黄果树机场

## 教育
安顺唯一一所本科高等学校为安顺学院，另外还有安顺职业技术学院、贵州航空工业职工大学、贵州机械工业职工大学等高等学校。

## 医疗
安顺市共有医疗卫生机构2063个，其中医院87个，卫生院83个，社区卫生服务中心（站）62个，疾病预防控制中心7个，妇幼保健机构7个。三级甲等医院有安顺市人民医院、中国贵航集团三0二医院、安顺市妇幼保健院，二级甲等医院有普定县中医医院、安顺七十三医院、安顺市平坝区中医院、安顺市普定县人民医院、镇宁布依族苗族自治县中医院、安顺市紫云县人民医院、镇宁布依族苗族自治县人民医院、平坝区中医院、安顺经济技术开发区中西医结合医院、关岭自治县人民医院、安顺市中医院、安顺市西秀区人民医院。

## 风景名胜

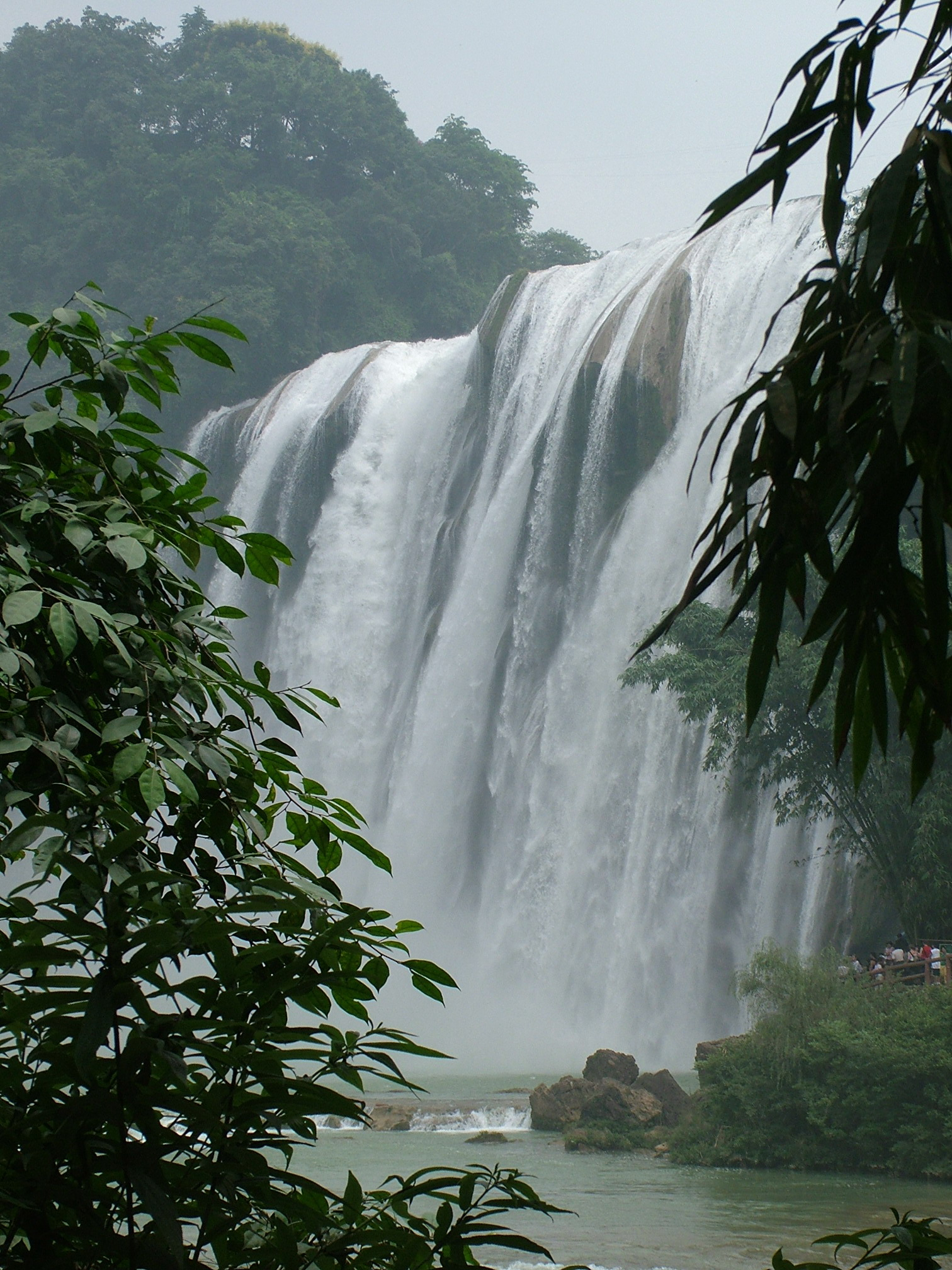
黄果树瀑布

安顺市区及郊区有较多古迹，其中全国重点文物保护单位有安顺文庙、安顺武庙、王若飞故居、云山屯古建筑群、宁谷遗址等，贵州省文物保护单位有西秀山白塔、圆通寺、崇真寺等，另外还有若干安顺市文物保护单位。
在安顺周边的下辖县，有著名的黄果树瀑布，安顺龙宫、天星桥、红崖天书、花江大峡谷、夜郎湖、格凸河，大多为喀斯特地貌景观。

### 全国重点文物保护单位
- 穿洞遗址
- 天台山伍龙寺
- 云山屯古建筑群
- 安顺文庙
- 宁谷遗址
- 平坝棺材洞
- 鲍家屯水利工程
- 安顺武庙
- 王若飞故居

- 安顺文庙
- 安顺武庙
- 王若飞故居
- 云山屯村

## 文化
- 屯堡地戏：国家级非物质文化遗产保护名录
- 屯堡山歌：被列入贵州省非物质文化遗产保护名录。
- 紫云亚鲁王史诗、布依铜鼓十二调、苗族芦笙舞、布依族勒尤、紫云岩上杂技